# Fanny Létourneau
Fanny Létourneau, född den 24 juni 1979 i Québec, Kanada, är en kanadensisk konstsimmare.
Hon tog OS-brons i lagtävlingen i konstsim i samband med de olympiska konstsimstävlingarna 2000 i Sydney.